# Leucophenga elegans
Leucophenga elegans är en tvåvingeart som beskrevs av Oswald Duda 1927. Leucophenga elegans ingår i släktet Leucophenga och familjen daggflugor. Inga underarter finns listade i Catalogue of Life.